# Platanthera boninensis
Platanthera boninensis är en orkidéart som beskrevs av Gen-Iti Koidzumi. Platanthera boninensis ingår i släktet nattvioler, och familjen orkidéer.
Artens utbredningsområde är Ogasawara-shoto. Inga underarter finns listade i Catalogue of Life.